# Bruce Island (Nunavut)
Bruce Island – niezamieszkana wyspa w Zatoce Frobishera, w Archipelagu Arktycznym, w regionie Qikiqtaaluk, na terytorium Nunavut, w Kanadzie. W pobliżu Bruce Island położone są wyspy: Ogden Island, Mary Island, Pope Island, Gay Island, Field Island, Falk Island i Fletcher Island.